# Distrito electoral 5 (Illinois)
El distrito electoral de 5 (en inglés: Precinct 5) es un distrito electoral ubicado en el condado de Monroe en el estado estadounidense de Illinois. En el Censo de 2010 tenía una población de 618 habitantes y una densidad poblacional de 551,06 personas por km².

## Geografía
Según la Oficina del Censo de los Estados Unidos, tiene una superficie total de 1.12 km², de la cual 1.11 km² corresponden a tierra firme y (0.92%) 0.01 km² es agua.

## Demografía
Según el censo de 2010, había 618 personas residiendo en el distrito electoral de 5. La densidad de población era de 551,06 hab./km². De los 618 habitantes, el distrito electoral de 5 estaba compuesto por el 98.54% blancos, el 0% eran afroamericanos, el 0% eran amerindios, el 0.16% eran asiáticos, el 0% eran isleños del Pacífico, el 0.49% eran de otras razas y el 0.81% pertenecían a dos o más razas. Del total de la población el 2.1% eran hispanos o latinos de cualquier raza.